# 菩提
菩提（ぼだい、梵: बोधि; bodhi、巴: bodhi）とは、サンスクリット語・パーリ語のボーディ(bodhi)の音写であり、仏の正覚の智、さとり、仏の悟りの境地、極楽往生して成仏すること、悟りの智慧などを意味する仏教用語。bodhiの漢訳は智、道、覚。
菩提を完成することを成道という。菩提を得た者が仏であり、これを目指す衆生を菩薩という。声聞菩提・独覚菩提・仏菩提の3種の菩提のうち、仏菩提は至高であるため無上正等覚（阿耨多羅三藐三菩提）とも呼ばれる。
俗に冥福の意味にも用いる（#菩提を弔うを参照）。

## 菩提に関する語句

### 菩提心
菩提心（ぼだいしん、梵: bodhi-citta）とは、さとりを求める心のこと。阿耨多羅三藐三菩提心の略であり、菩薩においては四弘誓願（しぐせいがん）にあたる。
菩提心を起こすことを発菩提心（ほつぼだいしん）という。悟りを求めようと決心することであり、発心のことである。

### 菩提を弔う
日本では、死者の冥福を祈ることを俗に「菩提を弔う」という。

### 菩提寺
一家が先祖代々、その寺の宗旨に帰依して、その寺に墓所を定め、葬式や追善供養を営んで死者の菩提を弔う寺のことを菩提寺という。

### 菩提薩埵・菩薩
菩提薩埵（ぼだいさった）は、ボーディ・サットヴァ(梵: बोधिसत्त्व, bodhisattva, 巴: bodhisatta) の音写であり、菩提を求める衆生（薩埵, sattva）を意味する。これを略して菩薩（ぼさつ）という。